# Mujača
Mujača (sipanjak; lat. Ocythoe tuberculata), glavonožac iz reda oktopoda, sličan hobotnici, jedini predstavnik porodice Ocythoidae. Od ostalih oktopoda razlikuje se po tome što nema kožu između krakova, a jedinstvena je u svijetu glavonožaca i po tome što rađa žive mlade, a među mekućšcima zato što jedina ima plivaći mjehur.
Crvenkaste je boje, a ime dobiva po velikoj muji (plaštena šupljina). Ženka naraste do jednog metra, a mužjak svega 10 cm. U Jadranu nije rijetka. Žive u velikim jatima na pučinama, a susrest se može noću kad plivarice svijetle u dubinu, pa i uz obalu kod lova s feralom. Hrani se ribom i rakovima a mrijesti u proljeće.
Mujaču nazivaju i pečagička hobotnica zato što slobodno pliva u pelagiju.

## Sinonimi
1. Octopus carenae Vérany, 1839
2. Octopus catenulatus Philippi, 1844
3. Octopus reticularis Petangna, 1828
4. Octopus tuberculatus Risso, 1854
5. Octopus veranyi Wagner, 1829
6. Octopus violaceus Risso, 1854
7. Tremoctopus doderleini Ortmann, 1888

## Vanjske poveznice
- 24sata.hr Ribar: “Nije hobotnica, nije ni mušun, nije sipa, nije lignja...”